# Pseudomys fumeus
Il topo australiano fumoso (Pseudomys fumeus  Brazenor, 1934) è un roditore della famiglia dei Muridi endemico dell'Australia

## Descrizione
Roditore di piccole dimensioni, con la lunghezza della testa e del corpo tra 95 e 136 mm, la lunghezza della coda tra 105 e 150 mm, la lunghezza del piede tra 25 e 29 mm, la lunghezza delle orecchie tra 18 e 22 mm e un peso fino a 86 g.

La pelliccia è lunga. Le parti superiori sono color grigio fumo. Il muso è più scuro e sono presenti degli anelli più scuri intorno agli occhi. Le orecchie sono lunghe e grigiastre. Le parti ventrali sono bianco-grigiastre, con la base dei peli grigia. Le mani e i piedi sono piccoli e bianchi. La coda è più lunga della testa e del corpo, grigia sopra e bianca sotto. Il cariotipo è 2n=48 FN=54.

## Biologia

### Comportamento
Si rifugiano in piccoli gruppi in tane al suolo.

### Alimentazione
Si nutre di semi, frutta, funghi e artropodi.

### Riproduzione
La stagione riproduttiva va da dicembre a febbraio. Le femmine danno alla luce 3-4 piccoli fino a due volte l'anno.

## Distribuzione e habitat
Questa specie è diffusa in maniera frammentata nello stato di Victoria, Nuovo Galles del Sud sud-orientale e vicino alla città di Canberra.
Vive in brughiere, foreste secche di Sclerofille, felceti dalle zone costiere fino alle aree sub-alpine a 1.800 metri di altitudine.

## Conservazione
La IUCN Red List, considerato che il numero stimato di individui maturi è inferiore a 2.500, e in diminuzione , classifica P.fumeus come specie in pericolo (EN).